# Typeform
Typeform este o companie spaniolă de software as a service (SAAS) specializată în crearea de formulare și sondaje online. Software-ul său principal creează formulare dinamice și captivante din punct de vedere vizual, bazate pe nevoile utilizatorului. Este o platformă web ce poate fi folosită pentru a crea orice, de la sondaje la aplicații. Software-ul Typeform a fost folosit de Apple Inc., Airbnb, Uber și Nike.  
Typeform produce milioane de formulare în fiecare lună.

## Istoric
Typeform a fost fondată în 2012  de Robert Muñoz și David Okuniev.  Software-ul lui Typeform a fost lansat în faza alpha doar pe bază de invitație. A fost lansat în versiunea beta în aprilie 2013, după ce a strâns 550.000 EUR finanțare. Compania a generat 1,2 milioane de euro în anul 2014. 
Typeform a fost lansat oficial în februarie 2014. Până în august 2014, software-ul avea 100.000 de utilizatori, iar în octombrie 2015, compania a strâns 15 milioane USD din finanțarea condusă de Index Ventures cu sediul la Londra. Investitorii anteriori Point Nine Capital, Connect Ventures, RTA Ventures, CEO al Squarespace Anthony Casalena, Javier Olivan și Jay Parikh au participat și ei la runda de finanțare. 
Pe 27 iunie 2018, echipa de inginerie Typeform a aflat că o terță parte necunoscută a obținut acces la serverul Typeform și la datele clienților. pe care le-au descărcat ulterior. Atacatorii au obținut acces la copiile de siguranță ale datelor pentru sondajele efectuate înainte de 3 mai 2018. Peste 100.000 de înregistrări au fost afectate. 
În martie 2022, Typeform a anunțat încheierea unei finanțări de 135 de milioane de dolari condusă de Sofina. 

## Software
Interfața este concepută ca un caiet în care se pot introduce întrebări și apoi se poate completa cu răspunsuri ce au variante multiple, ceea ce înseamnă că respondentul nu trebuie să piardă mult timp pentru a se gândi la un răspuns. Acesta este unul dintre motivele pentru care sondajele Typeform au o rată de finalizare mai mare. Când întrebările sunt afișate respondentului, acestea vor apărea ca diapozitive, astfel încât fiecare întrebare va fi afișată ca un singur diapozitiv. Ceea ce un utilizator trebuie să aibă în vedere despre acest lucru este că, dacă sondajul este prea lung, diapozitivele pot deveni monotone. Un utilizator nu trebuie să se limiteze la întrebări deschise sau la răspunsuri cu variante multiple. este de asemenea posibilă utilizarea imaginilor în cadrul sondajului. Aplicația permite, de asemenea, utilizatorului să verifice unele dintre răspunsuri, în special informațiile de contact. Dacă, de exemplu, un respondent oferă o adresă de e-mail greșită, i se poate solicita să introducă informații corecte. Formularul cu întrebări poate fi încorporat într-un site web, poate fi deschis într-o fereastră pop-up sau poate fi accesat printr-o adresă URL unică. Creatorul de formulare folosește un model de afaceri freemium .
Typeform I/O a fost un API pentru dezvoltatori care creează formulare pe baza datelor utilizatorului.  API-ul permite utilizatorilor să genereze formulare folosind cod, mai degrabă decât instrumentul tradițional Typeform. Typeform.io a fost un serviciu independent, care nu este conectat cu Typeform.com. Acest serviciu a fost întrerupt la începutul anului 2018. 
Typeform a lansat o platformă pentru dezvoltatori în septembrie 2017.  API-urile și SDK-urile orientate către dezvoltatori sunt similare cu funcționalitatea Typeform.io, dar acum sunt integrate în restul platformei. Dezvoltatorii pot crea formulare în mod programatic utilizând Create API, pot prelua rezultatele formularelor utilizând Responses API sau Webhooks și pot realiza încorporare avansată a formularelor cu Embedding SDK. 
Typeform a lansat un generator de chatbot fără cod, Chat by Typeform, în iunie 2021. 